# Pterocryptis gangelica
Pterocryptis gangelica es una especie de peces de la familia Siluridae en el orden de los Siluriformes.

## Morfología
• Los machos pueden llegar alcanzar los 18 cm de longitud total.

## Distribución geográfica
Se encuentra en el río Ganges en la India y Bangladés.